# Érick Gutiérrez
Érick Gabriel Gutiérrez Galaviz (Ahome, 1995. június 15. –) a mexikói válogatott labdarúgója, aki 2018 óta a PSV Eindhoven középpályása. A mexikói Pachuca csapatával egyszeres mexikói bajnok (2016 Clausura).

## Pályafutása

### Klubcsapatokban
A Pachucánál nevelkedett, 2009-től már az U15-ös csapatban játszott. A felnőtt bajnokságban a 2013-as Apertura szezonban lépett először pályára október 26-án egy Cruz Azul elleni mérkőzésen. 2016-ban bajnoki címet szerzett a csapattal, amellyel 2017-ben a CONCACAF-bajnokok ligáját is megnyerte. 2018-ban 10 millió euróért a holland PSV Eindhovenhez szerződött.

### A válogatottban
Játszott korosztályos csapatokban is, az U20-as csapattal például 2015-ben részt vett az U20-as labdarúgó-világbajnokságon is. A felnőtt válogatottban először 21 évesen, 2016. október 11-én lépett pályára egy Panama elleni barátságos mérkőzésen, majd további barátságosokon és a 2017-es CONCACAF-aranykupán is szerepet kapott. 2018-ban beválogatták a világbajnokság bő keretébe, ahonnan végül a szűkített, 23-as keretbe már nem került be. Viszont az eredetileg nevezett Diego Antonio Reyes több mint öt héttel a kezdés előtt elszenvedett sérülése nem jött helyre, így szinte az utolsó pillanatban az a döntés született, hogy Reyes helyett végül Gutiérrez utazhat a vb-re. Végül a világbajnokságon nem lépett pályára egyszer sem.

#### Mérkőzései a válogatottban
| Mexikó | Mexikó               | Mexikó                                         | Mexikó           | Mexikó   | Mexikó             | Mexikó                          | Mexikó | Mexikó  |
| #      | Dátum                | Helyszín                                       | Hazai            | Eredmény | Vendég             | Kiírás                          | Gólok  | Esemény |
| ------ | -------------------- | ---------------------------------------------- | ---------------- | -------- | ------------------ | ------------------------------- | ------ | ------- |
| 1.     | 2016. október 11.    | Bridgeview, Toyota Park                        | Mexikó           | 1 – 0    | Panama             | barátságos                      | 0      | 60'     |
| 2.     | 2017. május 27.      | Los Angeles, Los Angeles Memorial Coliseum     | Mexikó           | 1 – 2    | Horvátország       | barátságos                      | 0      | 46'     |
| 3.     | 2017. június 28.     | Houston, NRG Stadium                           | Mexikó           | 1 – 0    | Ghána              | barátságos                      | 0      | 60'     |
| 4.     | 2017. július 1.      | Seattle, CenturyLink Field                     | Mexikó           | 2 – 1    | Paraguay           | barátságos                      | 0      | 61'     |
| 5.     | 2017. július 9.      | San Diego, Qualcomm Stadium                    | Mexikó           | 3 – 1    | Salvador           | CONCACAF-aranykupa, csoportkör  | 0      | 70'     |
| 6.     | 2017. július 13.     | Denver, Sports Authority Field                 | Mexikó           | 0 – 0    | Jamaica            | CONCACAF-aranykupa, csoportkör  | 0      | 76'     |
| 7.     | 2017. július 16.     | San Antonio, Alamodome                         | Curaçao          | 0 – 2    | Mexikó             | CONCACAF-aranykupa, csoportkör  | 0      |         |
| 8.     | 2017. július 23.     | Pasadena, Rose Bowl                            | Mexikó           | 0 – 1    | Jamaica            | CONCACAF-aranykupa, elődöntő    | 0      | 59'     |
| 9.     | 2018. május 28.      | Pasadena, Rose Bowl                            | Mexikó           | 0 – 0    | Wales              | barátságos                      | 0      | 71' 74' |
| 10.    | 2018. szeptember 7.  | Houston, NRG Stadium                           | Mexikó           | 1 – 4    | Uruguay            | barátságos                      | 0      | 60'     |
| 11.    | 2018. október 16.    | Santiago de Querétaro, Estadio Corregidora     | Mexikó           | 0 – 1    | Chile              | barátságos                      | 0      |         |
| 12.    | 2018. november 16.   | Córdoba, Mario Alberto Kempes Stadion          | Argentína        | 2 – 0    | Mexikó             | barátságos                      | 0      | 74'     |
| 13.    | 2018. november 20.   | Mendoza, Estadio Malvinas Argentinas           | Argentína        | 2 – 0    | Mexikó             | barátságos                      | 0      | 46'     |
| 14.    | 2019. március 22.    | San Diego, SDCCU Stadium                       | Mexikó           | 3 – 1    | Chile              | barátságos                      | 0      | 75'     |
| 15.    | 2019. március 26.    | Santa Clara, Levi’s Stadium                    | Mexikó           | 4 – 2    | Paraguay           | barátságos                      | 0      | 30' 78' |
| 16.    | 2019. június 5.      | Atlanta, Mercedes-Benz Stadium                 | Mexikó           | 3 – 1    | Venezuela          | barátságos                      | 0      | 41' 68' |
| 17.    | 2019. június 19.     | Denver, Broncos Stadium                        | Mexikó           | 3 – 1    | Kanada             | CONCACAF-aranykupa, csoportkör  | 0      | 37'     |
| 18.    | 2019. szeptember 6.  | East Rutherford, MetLife Stadium               | Egyesült Államok | 0 – 3    | Mexikó             | barátságos                      | 1      | 77' 78' |
| 19.    | 2019. november 15.   | Panamaváros, Estadio Rommel Fernández          | Panama           | 0 – 3    | Mexikó             | CONCACAF Nemzetek Ligája        | 0      |         |
| 20.    | 2021. március 30.    | Bécsújhely, Bécsújhelyi stadion                | Costa Rica       | 0 – 1    | Mexikó             | barátságos                      | 0      | 68'     |
| 21.    | 2021. június 12.     | Atlanta, Mercedes-Benz Stadion                 | Mexikó           | 0 – 0    | Honduras           | barátságos                      | 0      | 87'     |
| 22.    | 2021. július 3.      | Los Angeles, Memorial Coliseum                 | Mexikó           | 4 – 0    | Nigéria            | barátságos                      | 0      | 81'     |
| 23.    | 2021. július 10.     | Arlington, AT&T Stadion                        | Mexikó           | 0 – 0    | Trinidad és Tobago | CONCACAF-aranykupa, csoportkör  | 0      | 46'     |
| 24.    | 2021. július 14.     | Dallas, Cotton Bowl                            | Guatemala        | 0 – 3    | Mexikó             | CONCACAF-aranykupa, csoportkör  | 0      | 68'     |
| 25.    | 2021. július 18.     | Dallas, Cotton Bowl                            | Mexikó           | 1 – 0    | Salvador           | CONCACAF-aranykupa, csoportkör  | 0      | 66'     |
| 26.    | 2021. július 24.     | Glendale, State Farm Stadion                   | Mexikó           | 3 – 0    | Honduras           | CONCACAF-aranykupa, negyeddöntő | 0      | 73'     |
| 27.    | 2021. július 29.     | Houston, NRG Stadion                           | Mexikó           | 2 – 1    | Kanada             | CONCACAF-aranykupa, elődöntő    | 0      | 61' 68' |
| 28.    | 2021. augusztus 1.   | Las Vegas, Allegiant Stadion                   | Egyesült Államok | 1 – 0    | Mexikó             | CONCACAF-aranykupa, döntő       | 0      | 76'     |
| 29.    | 2022. március 24.    | Mexikóváros, Estadio Azteca                    | Mexikó           | 0 – 0    | Egyesült Államok   | vb-selejtező                    | 0      | 79'     |
| 30.    | 2022. március 27.    | San Pedro Sula, Estadio Olímpico Metropolitano | Honduras         | 0 – 1    | Mexikó             | vb-selejtező                    | 0      | 81'     |
| 31.    | 2022. március 30.    | Mexikóváros, Estadio Azteca                    | Mexikó           | 2 – 0    | Salvador           | vb-selejtező                    | 0      | 90+1'   |
| 32.    | 2022. május 28.      | Arlington, AT&T Stadion                        | Mexikó           | 2 – 1    | Nigéria            | barátságos                      | 0      | 66'     |
| 33.    | 2022. június 2.      | Glendale, State Farm Stadion                   | Mexikó           | 0 – 3    | Uruguay            | barátságos                      | 0      | 58'     |
| 34.    | 2022. szeptember 27. | Santa Clara, Levi’s Stadium                    | Mexikó           | 2 – 3    | Kolumbia           | barátságos                      | 0      | 77'     |
| 35.    | 2022. november 26.   | Loszaíl, Loszaíli Nemzeti Stadion              | Argentína        | 2 – 0    | Mexikó             | vb-csoportkör                   | 0      | 42' 50' |
|        | Összesen             |                                                |                  | 35       | mérkőzés           |                                 | 1      | gól     |

## Sikerei, díjai
Pachuca
- Mexikói bajnok (1): 2016 Clausura
- CONCACAF-bajnokok ligája (1): 2016–2017